# La Quinta, Sinaloa
La Quinta är en ort i Mexiko.   Den ligger i kommunen Ahome och delstaten Sinaloa, i den västra delen av landet, 1 300 km nordväst om huvudstaden Mexico City. La Quinta ligger 10 meter över havet och antalet invånare är 122.
Terrängen runt La Quinta är huvudsakligen platt, men norrut är den kuperad. Runt La Quinta är det ganska tätbefolkat, med 83 invånare per kvadratkilometer. Närmaste större samhälle är Ahome, 2,7 km öster om La Quinta. Trakten runt La Quinta består till största delen av jordbruksmark.